# شالما (ماسال)
شالما ، روستایی از توابع بخش مرکزی شهرستان ماسال در استان گیلان ایران است.
مناظر بکر و طبیعی در این روستا به مانند یک قاب نقاشی پویاست. بقعه زیارتی آقا مهر علی و آقا رضا علی در قلب روستا است. این روستا در راه ییلاقات قرار دارد و اصلی ترین پیشه در این روستا دامپروری و فروش محصولات صنایع دستی می‌باشد.

## جمعیت
این روستا در دهستان ماسال قرار دارد و بر اساس سرشماری مرکز آمار ایران در سال ۱۳۸۵، جمعیت آن ۳۷۲ نفر (۹۶خانوار) بوده‌ است.